# Daksha
U hinduističkoj mitologiji, Daksha (sanskrt दक्ष, Dakṣa = „sposoban/iskren”) jedan je od sinova boga Brahme, koji je stvorio i Agnija. Daksha je bio i kralj koji je pripadao kasti kṣatriyaḥ te ga se prikazuje kao debelog muškarca s glavom koze.
Njegove su žene Prasuti i Panchajani, koje su mu obje rodile mnogo kćeri. Dakshine najpoznatije kćeri su Aditi (अदिति), Diti, Sati (hinduistička božica), Svaha, Rati i Khyati.

## Poveznice
- Prasuti — Dakshina supruga
- Khyati — Dakshina kći
- Dakshayagnam (1962.)
- Hram boga Dakshe